# 愛知県立成章高等学校
愛知県立成章高等学校（あいちけんりつ せいしょうこうとうがっこう）は、愛知県田原市にある普通科、商業科、生活文化科併設の県立高等学校。
江戸時代に創設された田原藩の藩校成章館を前身とし、旧制県立中学の流れを汲む伝統のある公立高校である。

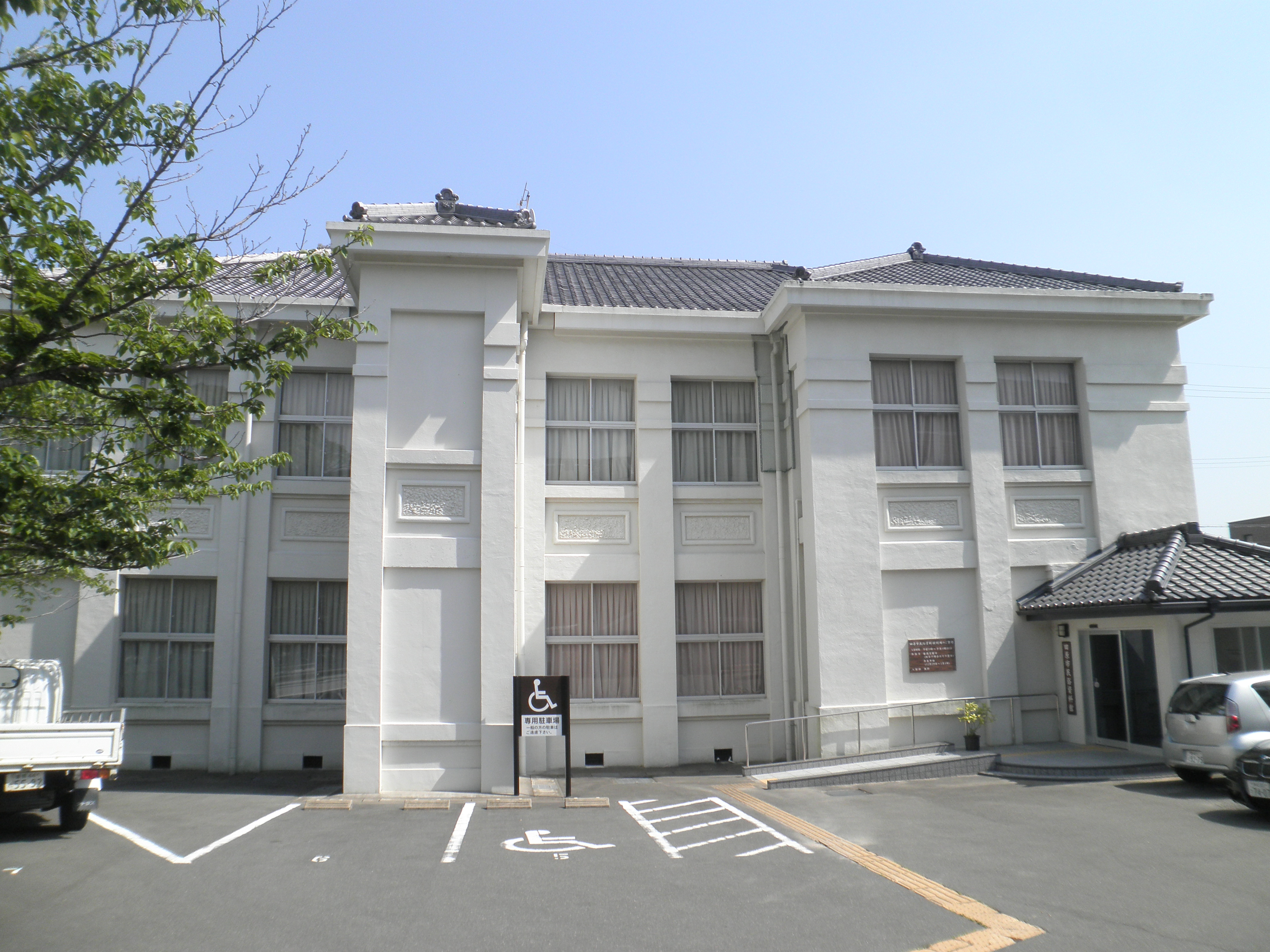
旧田原高等技芸女学校校舎（現・田原市民俗資料館）

## 沿革

### 藩校
- 1810年（文化7年） - 田原藩主・三宅康和によって、藩校を設立。
- 1811年（文化8年）- 藩校を「成章館」と命名。名の「成章」は、『論語』公冶長篇の中にある句「斐然成章」に基づく。
- 1871年（明治4年）- 廃藩置県に伴い、廃校となる。

### 旧制時代
- 1901年（明治34年） - 成章館を再興。この年を、学校創立年としている。
- 1905年（明治38年） - 「私立田原裁縫練習所」が創設。
- 1906年（明治39年） - 田原裁縫練習所に、本科（修業年限2年）と別科（修業年限は任意）が設けられる。
- 1908年（明治41年） - 田原裁縫練習所本科が田原町に移管し、「田原町立技芸専修学校」となる[注釈 1]。
- 1919年（大正8年） - 「渥美郡立成章中学校」創設。
- 1921年（大正10年）[3]もしくは 1922年（大正11年）[4] - 田原町立技芸専修学校、「田原町立技芸専修女学校」と改称。
- 1922年（大正11年） - 郡制廃止に伴い、成章中学校が県に移管。「愛知県成章中学校」となる。
- 1931年（昭和6年） - 田原町立技芸専修女学校、「田原高等技芸女学校」に改編。
- 1944年（昭和19年） - 田原高等技芸女学校、「田原女子実業学校」に改称。
- 1946年（昭和21年） - 田原女子実業学校、「愛知県田原高等女学校」となる。

### 新制時代
- 1948年（昭和23年） - 学制改革により、旧制成章中学校と旧制田原高等女学校を統合。愛知県立成章高等学校となる。
- 1951年（昭和26年） - 前年に設立された私立和敬女子専門学校を前身とし、県成章高校赤羽根分校昼間定時制が発足。
- 1962年（昭和37年)　- 赤羽根分校、全日制となる。
- 1972年（昭和47年） - 野球部が 第44回選抜高等学校野球大会に出場（初出場）。1回戦の対諫早高校（長崎県）戦にて、5対3で敗れる。
- 1985年（昭和60年） - 弓道部女子がインターハイで優勝。
- 1987年（昭和62年） - 赤羽根分校、家政科から普通科へ改編
- 1996年（平成8年） - 赤羽根分校、赤羽根校舎となる。
- 2001年（平成13年） - 学校創立100周年記念式典を挙行[5]。
- 2006年（平成18年） - 赤羽根校舎閉校[6]
- 2008年（平成20年） - 野球部が 第80回選抜高等学校野球大会に21世紀枠で出場（36年ぶり2回目）。1回戦の対駒大岩見沢（北海道）戦で甲子園初勝利をあげた（3対2）。また、応援団が最優秀応援団賞を受賞。なお、この時エースナンバーを背負っていたのは、のちに東京ヤクルトスワローズの主力選手となった小川泰弘である。
- 2015年（平成26年） - 弓道部女子がインターハイでベスト4。
- 2018年（平成30年） - 弓道部女子個人の部インターハイで優勝[7]。

## 野球部
- 1906年（明治6年） - 成章野球部創立。
- 1972年（昭和47年） - 野球部が第44回選抜高等学校野球大会に出場したが、諫早に5ｰ3で敗れて初戦敗退となった。
- 2008年（平成20年） - 野球部が第80回記念選抜高等学校野球大会に36年ぶりに出場し、初戦であり、またこの選抜大会の開幕戦で駒大岩見沢を3ｰ2で甲子園初勝利をあげた。次の試合で、平安に3ｰ2で敗れて2回戦敗退となった。[8]

## 同窓会
成章高校の同窓会である「成章会」があり、総会が開催されている。地区成章会として、関東、関西、名古屋、豊川、豊橋、岐阜、三重、遠江がある。
- 1954年（昭和29年） - 成章会東京支部設立[10]
- 1988年（昭和63年） - 関東成章会設立[10]

## 著名な卒業生
- 上村千一郎 - 元衆議院議員、元環境庁長官
- 杉田元司 - 元衆議院議員
- 鈴木克幸 - 元田原市長
- 山下政良 - 田原市長
- 白井文吾 - 中日ドラゴンズ前球団オーナー、中日新聞社取締役会長
- 光浦靖子 - お笑いタレント（お笑いコンビ「オアシズ」）
- 大久保佳代子 - お笑いタレント（お笑いコンビ「オアシズ」）
- 平江巌 - 元プロ野球選手（近鉄バファローズ）
- 小川泰弘 - プロ野球選手（東京ヤクルトスワローズ）
- 上田昇 - 二輪ロードレーサー（WGP125CCクラス）
- 岡本重明 - 篤農家、田原市議会議員
- 久田哲史 - 実業家、Speee創業者・元代表取締役、Print代表取締役、Datachain代表取締役
- 原光隆 - フリーアナウンサー、元東海ラジオアナウンサー
- 鈴木美景 - 歌手
- 渡会久美子 - 女優